# Rappenmünzbund
Der Rappenmünzbund war ein spätmittelalterlicher und frühneuzeitlicher Münzverein im westoberdeutschen Raum.

## Geschichte
Der Rappenmünzbund wurde am 14. März 1377 das erste Mal unter diesem Namen erwähnt. Er war zunächst auf 15 Jahre gegründet.
Die Städte Zürich und Basel – vertreten durch den Basler Bischof und dem österreichischen Herzog in Basel – schufen einen einheitlicheren Münzgeltungsraum; Sinn war die Vereinheitlichung der sogenannte Münze.
Mitte des 14. Jahrhunderts gehörten dem Rappenmünzbund etwa achtzig Teilnehmer (z. B. Städte, aber nicht nur) vom Oberrhein, der Nordwestschweiz und Vorderösterreichs an. Neben dem Pfennig, dem Groschen und anderen Münzsorten gehörte auch der Rappen zu den Münzen, der bis heute noch das Kleingeld der Schweiz bildet. 
Man schuf drei Münzkreise mit eigener Währung. Dieses Vorhaben scheiterte jedoch an der fehlenden Konvention.  
Man erkannte diesen Fehler und schuf am 14. September 1387  ein neues Gebiet der „Einheitsmünze“. Hierzu gehörten etwa 70 Mitglieder. Gebiete wie Schaffhausen, Colmar, Zürich, Basel, Bern, Neuenburg (Nienburg), einschließlich ihres Umlandes waren involviert. Die gemeinsame Pfennigmünze hatte etwa 0,15 Gramm Silberfeingewicht. Um dem Münzwert zu erhalten, wurden Mitglieder und Gebietsgröße schnell auf einen kleineren Rappenmünzbund am 24. Februar 1403 reduziert. Die deklarierte Bundesmünze, der Rappenpfennig, sollte nun aus der 10 2/4 lotigen Mark in der Menge von 1242 Pfennige geschlagen werden. Mit dem Feingehalt von 0,23 Gramm Feinsilber nannte man die Münze einen Zweiling. Die erst eckigen Münzen sollten aus Sicherheitsgründen rund und mit Perlenrand, also Riffel, geschlagen werden. 
Ab 1425 wurde dann der Straßburger Pfennig nachgeahmt. Als Prägung war beispielsweise für Basel der Baselstab im Wappenschild, Freiburg mit Adlerkopf und Colmar mit einem Morgenstern im Schild. Den Typus für die Rappen behielt man etwa 150 Jahre bei. Die Schweiz hat den Rappen bis heute erhalten (seit 1850 gehen 100 Rappen auf einen 1 Schweizer Franken). 
Der Tagungsort war Neuenburg. Jedes Mitglied versuchte, sich durch Sonderverträge besser zu stellen. Herzog Leopold von Österreich versuchte 1399 die Ausgabe von Schillingen beizubehalten. 1425 wurde der Plappart, eine groschenähnliche Münze, ausgegeben. Vertreter von Basel führten 1462 den sog. Vierer ein. Im Vertrag von Neuenburg am 30. November 1498 war der Dickplappart, der Gulden, mit 6,87 Gramm Feingewicht bei einem Gesamtgewicht von 7,32 Gramm ausgegeben. 1542 erhielt man das Münzrecht für die Talerprägung. Die schon am 24. März 1533  beschlossene Ausgabe des Batzens war vergeblich bekämpft worden. Ein Batzen sollte 10 Rappen mit 20 Stäbler haben.
Nach dem 3. März 1564  hatte sich der Rappenmünzbund  der Reichsmünzordnung von 1559 unterstellt und endgültig nach fast 200 Jahren aufgelöst. Anfang des 16. Jahrhunderts wehrte sich der Rappenmünzbund erfolglos gegen den neu aufgekommenen Batzen, der bald zu einer wichtigen neuen Münze auch in der Schweiz wurde, bis die Eidgenossenschaft im Jahre 1850 zur aus Frankreich entlehnten Frankenwährung überging und den Rappen erneut belebte.
Letztmaliges Treffen der Mitglieder des Rappenmünzbundes fand in Colmar am 11. September 1584 statt. Die Kündigung von Silberabbau für den Bund war das eigentliche Ende.